# 王娜 (排球运动员)
王娜（1990年2月25日—），山东济南人，中国女子排球运动员，中国国家女子排球队成员。她曾代表中国参加2014年世界女子排球锦标赛，并获得银牌。